# 松波優輝
松波 優輝（まつなみ ゆうき、1991年4月2日 - ）は、山形県出身の俳優・タレント。血液型はB型。身長183cm。アイリンク株式会社所属。

## 来歴
2024年12月1日、松波 優輝から松井 優輝への改名、一般女性との結婚、第1子の誕生、ファンクラブ運営の終了を発表した。

## 人物
- 趣味：ストリートダンス、ダーツ、料理、パルクール、釣り、楽器（ドラム、ギター、琴、ピアノ）、ラーメン屋巡り、 DIY
- 特技：社交ダンス、 アクション
- 免許・資格：普通自動車運転免許、アマチュアラテンアメリカンダンスA級、英語検定2級、漢字検定2級、 数学検定2級

## 出演

### 映画
- 渇き。（2014年6月27日公開）[監督：中島哲也]
- アヤメくんののんびり肉食日誌（2017年10月7日公開）
- リンキング・ラブ（2017年10月28日公開）[監督：金子修介]
- トリノコシティ（2017年12月23日公開）- 成瀬 役
- 旅猫リポート（2018年10月26日公開）
- 美人が婚活してみたら（2019年3月23日公開）
- 岡野教授の高校協奏譚（2020年5月2日公開）
- MISSION IN B.A.C. THE MOVIE ～現実と幻想の an interval～（2020年10月30日公開）- 調査官・松澤拓真 役
- 岡野教授の高校協奏譚（2023年6月17日公開）

### ドラマ
- 経世済民の男（2015年、NHK）
- 大貧乏（2017年、フジテレビ）
- 視覚探偵 日暮旅人（2017年、日本テレビ）
- 人は見た目が100パーセント（2017年、フジテレビ）
- 母になる（2017年、日本テレビ）
- コードネームミラージュ（2017年、テレビ東京）
- サヨナラ、えなりくん（2017年、テレビ朝日）
- アキラとあきら（2017年、WOWOW）
- ウルトラマンジード 第三話（2017年7月22日、テレビ東京）- チンピラ 役
- 號哭のカタストロフ（2018年1月10日 - 2月14日、TOKYO MX）- 月山サッツゥド 役
- マジで航海してます。～Second Season～ 第一話（2018年7月30日、MBS）
- 小河ドラマ『龍馬がくる』（2018年11月28日 - 12月19日、時代劇専門チャンネル・関西テレビ）- 久坂玄瑞 役
- イノセンス 冤罪弁護士 第一話（2019年1月19日、日本テレビ）
- オーディオドラマ【うちドラ】『ワイルドベル』（2020年4月22日 - 5月27日、BOOTH）- ヤジマ 役
- 連続2分ドラマ小説「マイフェイバリットコインランドリー」第十三話『緑ママ争奪戦』（2020年9月29日、YouTube）
- ネット怪談×百物語 シーズン5（2020年12月31日 - 2021年2月13日、YouTube）
- もしも、イケメンだけの高校があったら 第5話（2022年2月12日、テレビ朝日）

### テレビ番組
- 結婚したら人生劇変!○○の妻たち（2017年3月6日、TBS）
- 行列のできる法律相談所 ここが変だよ芸能人!告発・暴露SP（2017年4月16日、日本テレビ）
- 1周回って知らない話（2017年4月26日、日本テレビ）
- ノンストップ!（2017年4月27日、フジテレビ）
- 村上マヨネーズのツッコませて頂きます!（2018年2月5日、関西テレビ）
- 中居正広の金曜日のスマイルたちへ アンミカ篇（TBS）
- 明石家さんまの転職DE天職6（日本テレビ）
- Next!犬鷲魂〜We love 楽天イーグルス（J:COM）
- ピヨたまワイド430（山形放送）
- ワンスイッチカフェ（東北放送）
- あざとくて何が悪いの?（2021年9月25日、テレビ朝日）

### 舞台
- 第6回山形大学高校生朗読コンクール　群読劇『グスコーブドリの伝記』（2013年9月8日、シベールアリーナ）
- 丸福ボンバーズ『NO SURPRISE NO LIFE』（2014年）
- カゴメ『トマト劇場』（東北各地約60ヶ所/AKIBA SQUARE/アリオ橋本）- ニンジンくん 役
- A’company Produce Vol.12『BUZZ WORD』－Live our lives－（2015年12月17日 - 20日、TACCS1179）
- ねもしゅーのおとぎ話『ファンファーレサーカス』（2016年2月11日 - 14日、新宿FACE）
- ハイパープロジェクション演劇『ハイキュー!!』- 猿杙大和 役
  - ハイパープロジェクション演劇『ハイキュー!!』“進化の夏” （2017年9月8日 - 10日、TOKYO DOME CITY HALL/9月15日 - 18日、大阪メルパルクホール/9月22日 - 24日、あましんアルカイックホール/9月29日 - 10月1日、多賀城市民会館 大ホール/10月14日 - 15日、久留米シプラザ ザ・グランドホール/10月20日 - 29日、TOKYO DOME CITY HALL）[2][3]
  - ハイパープロジェクション演劇『ハイキュー!!』“東京の陣”（2019年4月5日 - 14日、梅田芸術劇場 シアター・ドラマシティ/4月20日 - 21日、多賀城市民会館 大ホール/4月27日 - 5月6日、TOKYO DOME CITY HALL）[4][5]
- 『若様組まいる〜アイスクリン強し〜』（2018年4月27日 - 5月6日、サンシャイン劇場）- 西宮浩光 役[6]
- 『FOCUS -Another Sight-』（2018年7月15日、きゅりあん 大ホール）
- ざ☆くりもん『火消哀歌』（2018年8月15日 - 21日、シアターグリーンBIG TREE THEATER）- 安助 役[7]
- 『NORN9 ノルン+ノネット』（2018年10月17日 - 21日、草月ホール）- 室星ロン 役
- ZERO BEAT. 第4回本公演 『スナップ・アウェイ』（2018年12月11日 - 16日、テアトルBONBON）- 牛久一世 役[8]
- Otona Project
  - ［Otona Project第二十弾］演劇ユニット【爆走おとな小学生】第二十回公演記念授業『ヤキソバチルドレン』（2018年12月28日 - 30日、新宿村LIVE）- 蓮 役
  - ［Otona Project第二十七弾］演劇ユニット【爆走おとな小学生】第十二回全校集会『勇者セイヤンの物語（仮）』（2019年10月24日 - 28日、シアター1010）- 兵士4 役[9]
  - ［Otona Project 第三十弾］演劇ユニット【爆走おとな小学生】第十一回課外授業『春の陽だまりの如し』（2020年9月25日 - 27日、シアター1010）
- ZERO BEAT. 4.5公演『あ！デンジャーズ！？』（2019年2月12日 - 17日、下北沢Geki地下Liberty）- スマイル荒井 役[10]
- 舞台『ご町内デュエル』（2019年7月31日 - 8月4日、バルスタジオ）- ギタリスト 役
- 劇団 SUTTHINEE
  - 第五回公演 舞台『オタッカーズ・ハイ』（2019年11月27日 - 12月1日、バルスタジオ）- 毒島 役[11]
  - 第九回公演 舞台『星降る学校』（2020年8月19日 - 23日、バルスタジオ）[12]（全公演中止）[13]
- UZR 第四回本公演『クリスマスができるまで』（2019年12月18日 - 25日、新宿コフレリオシアター）[14]
- SEPT 
  - Vol.9『ReAnimation』（2020年3月11日 - 23日、新宿シアターサンモール）- 千堂史生 役[15] ※延期[16]
  - Vol.9『ReAnimation』（2020年12月9日 - 13日、こくみん共済 coop ホール／スペース・ゼロ）- 千堂史生 役[17]
  - Vol.10『ReAnimation』ReUnion | ReVise（2021年5月21日 - 30日、こくみん共済 coop ホール／スペース・ゼロ）- 拓真 役[18]
  - 『ReAnimation Spin-off after Live ZEST 2021』（2021年10月17日、duo MUSIC EXCHANGE）
  - 『DREAM TELLER〜Fate to Re:A〜』（2022年3月2日 - 6日、新宿村LIVE）[19] ※延期[20]
  - 『SEPT A Story of ReAnimation: ReverSing』（2022年8月18日 - 22日、こくみん共済 coop ホール／スペース・ゼロ）[21]
- 舞台『あやかしむすび』- 茨木童子 役[22]
  - 舞台『あやかしむすび』（2020年4月25日 - 29日、伝承ホール） ※延期[23]
  - 舞台『あやかしむすび』（2021年10月13日 - 17日、伝承ホール）
- ざ☆くりもん 第27回本公演『冥途遊山』（2020年5月20日 - 25日、シアターグリーン BASE THEATER）- 赤鬼 役（全公演中止）[24]
- スマホ連動”ヒロイン体験 朗読劇”『特別捜査 密着24時』from 100シーンの恋+（2020年7月5日、R‘sアートコート）- 天王寺豊 役[25]
- 朗読劇『ドラゴンギアス Another 〜再生のための物語〜』（2021年4月8日 - 9日、渋谷区文化総合センター大和田 伝承ホール）- JB 役[26]
- 2.5次元ダンスライブ - 築二葉 役
  - 2.5次元ダンスライブ「VAZZROCK STAGE」Episode1『0 Carat』（2021年7月1日 - 11日、CBGKシブゲキ!!）[27]
  - 「LUNATIC LIVE 2021」（2021年9月4日 - 5日、東京ガーデンシアター）[28]（全公演中止）[29]
  - 2.5次元ダンスライブ「VAZZROCK STAGE」Episode2『ペトリコール・ノスタルジー』（2022年2月3日 - 12日、シアター・アルファ東京）[30] ※延期[31]
  - 2.5次元ダンスライブ「VAZZROCK STAGE」Episode2『ペトリコール・ノスタルジー』（2022年10月6日 - 16日、ニッショーホール）[32]
  - 2.5次元ダンスライブ「VAZZROCK STAGE」Episode3『僕と君との猫ノート』（2024年3月28日 - 4月7日、CBGKシブゲキ!!）[33]
- 舞台「ひょんひょん 〜 ひょんなことの『ひょん』って、何スカ?」（2021年11月24日 - 28日、シアターサンモール/12月10日 - 12日、ABCホール）- 根本マサル 役[34]
- ［Soft Boiled Theater-7］クリエイティブユニット【ソフトボイルド】Theater-7『戦国送球〜バトルボールズ〜第二次真田合戦』（2022年4月6日 - 10日、シアター1010）- 鈴木一朗 役[35]
- 劇団バルスキッチン第20回公演『親父のテイスティー』（2022年7月13日 - 18日、バルスタジオ）- 白井豊 役[36] ※新型コロナウイルス感染症により出演したのは公演最終日のみとなった。
- Monkey Works Vol.09『憧れのサンパチマイク』（2022年11月2日 - 6日、シアターサンモール）- 近藤太一 役
- 人狼 ザ・ライブプレイングシアター ルーキー公演『人狼TLPT O』- 医師 ヒース 役 
  - 人狼 ザ・ライブプレイングシアター ルーキー公演『人狼TLPT O』（2022年11月25日 - 27日、上野ストアハウス）[37]
  - 人狼 ザ・ライブプレイングシアター ルーキー公演『人狼TLPT O II』（2023年6月6日 - 11日、シアターKASSAI）
  - 人狼 ザ・ライブプレイングシアター ルーキー公演『人狼TLPT O III』（2023年12月12日 - 17日、シアターKASSAI）
  - 人狼 ザ・ライブプレイングシアター ルーキー公演『人狼TLPTO（オービット）V』（2024年8月13日 - 14日、上野ストアハウス）[38]
  - 人狼 ザ・ライブプレイングシアター『人狼TLPT O Ⅵ CRUISE』（2025年5月2日 - 11日〈予定〉、シアター風姿花伝）[39]
- 舞台『ポポフゴーストの救命曲線』ｰ闇医者サボテンシリーズｰ（2023年3月2日 - 4日、シアターブラッツ）
- POCCOPUBRE（旧：Cooch）
  - Cooch特別公演『探偵はロングスリーパー』 Case1 Don't worry if you don't dream （2023年4月12日 - 16日、シアターブラッツ）- 主演：探偵 役
  - POCCOPUBRE vol.1『朝ドラァ！-Good morning DRAG QUEEN!!-』（2023年11月22日 - 26日、シアターサンモール）- 主演：踝 役[40]
  - POCCOPUBRE 『探偵はロングスリーパー Case1 -Don’t worry if you don’t dream- / Case2 -if you don’t dream, it won't start-』（2024年5月18日 - 25日、シアターブラッツ）- 主演：探偵 萌 役
- アメツチプロジェクト RE:FLAG vol.1『sacrifice』（2023年6月28日 - 7月2日、ザ・ポケット ）- フルヤ 役[41]
- なおりく第一回本公演『声。』（2023年8月23日 - 27日、バルスタジオ）- 真中純一 役
- ざ☆くりもん 第29回新春本公演『玉章恋慕』（2024年1月3日 - 8日、シアターグリーンBIG TREE THEATER）
- 舞台『志立彩色学園アイドル科』（2024年2月7日 - 12日、バルスタジオ）- 笹川緑  役

### ラジオ
- ダンスウェーブ（2018年3月7日、14日、21日、28日、6月6日、13日、20日、27日、市川うららFM) ※ゲスト出演
- れのるーむ（2022年9月9日、レインボータウンFM) ※ゲスト出演

### ショー
- 仙台ウェディング&ブライダル専門学校『ブライダルコレクション」ショーモデル』
- ベルギー王国 日本修好150周年記念晩餐会 ショーモデル&パフォーマー

### CM
- 東京ガス『エネファーム』同時ってすばらしい（スマホアプリ・リモコン操作）篇
- 『パズル&ドラゴンズ』5周年篇
- 『平和住宅情報センター』
- 『母畑温泉八幡屋旅館』
- 『まる-』
- 『すし海道』

### VP
- 日立製作所『つながる。デジタルゼミナール 顧客起点のバリューチェーン』

### モデル
- 『スーパースポーツゼビオ』adidas、オークリー、NIKE、PUMA　メインモデル
- ベル ブランシェ『模擬挙式』新郎
- フォトスタジオ・フォープラス
- Luccica 仙台女子のためのライフスタイル情報誌
- アメリカ屋

### WEB番組
- 『SECRET BACK STAGE』#42 & #44 & #53 & #58（2018年8月10日、10月13日、2019年7月25日、12月13日、ニコニコ生放送）
- Mission in B.A.C（2019年6月20日、10月29日、2020年3月29日、8月22日、2021年3月11日、2022年7月19日、LINE LIVE）[42][43][44][45][46]
- Mission in B.A.C〜ミッション達成SP〜（2019年7月28日、2020年6月22日、LINE LIVE）
- SEPT Vol.9『ReAnimation』特別番組『ReAnimatio大解剖#2』（2020年3月19日、YouTube）
- Wizards Witchery 年末忘年会スペシャル!!（2020年12月27日、YouTube）
- Wizards Witchery 新年会スペシャル!「テオの部屋」（2021年1月9日、YouTube）
- ツキプロチャンネル48時間生配信2021（2021年11月6日・7日、YouTube・ニコニコ生放送）※7日のみ出演
- SEPT A Story of ReAnimation: ReverSing ~ ReverSing大解剖SP 第二弾（2022年7月30日、YouTube）
- ツキプロチャンネル48時間マジカルTV（2023年11月3日・4日、YouTube・ニコニコ生放送）※3日のみ出演[47]
- 『Bitter or Sweet?』ビジュアル撮影ちら見せ生配信（2023年12月3日、TwitCasting）
- 『Bitter or Sweet?』バレンタイン特別生放送（2024年2月14日、TwitCasting）

### イベント
- ドラマ『號哭のカタストロフ』先行上映会（2017年12月4日、なかのZERO小ホール）
- リアル10DANCE舞踏会 Vol.2（2018年6月17日、Glade Park）
- ハイパープロジェクション演劇「ハイキュー!!」“進化の夏”　Blu-ray&DVD会場予約者限定イベント（2018年6月24日、よみうりホール）
- S-LIVE by SEチャンネル（2019年6月29日、下北沢アレイホール ）※ゲスト
- 『UZR まったり会 』（2020年2月8日、アース・シー・スカイスタジオ）※ゲスト
- ファンミーティング『松波eeting（仮）vol.0』（2020年2月11日）
- 俳優とビデオ通話できるアプリ「WithLIVE」（2020年3月26日、9月5日、WithLIVE）
- 観る人も出る人もおうちで　あやかしむすび・リモートトークイベント（2020年4月29日、YouTube）
- 『UZR まったり会』〜zoom de mattari〜（2020年7月4日、Zoom） - ゲスト
- Wizards Witchery vol.3 リリースイベント（2020年8月25日・26日、Fanicon）
- 『UZR まったり会』 〜zoom de mattari 2〜（2020年8月29日、Zoom）※ゲスト
- showroom 「カラオケしようよ♪」 LAST SUMMER SPECIAL!!（2020年8月30日、SHOWROOM）
- 『UZR まったり会』〜お久しぶり会〜（2021年1月24日、アース・シー・スカイスタジオ）※ゲスト
- 『UZR まったり会』〜コインランドリーの夏から新しい夏へ〜（2021年4月10日、恵比寿スペース29）※ゲスト
- 『UZR まったり会』〜作戦会議・夏の陣〜（2021年6月19日、アース・シー・スカイスタジオ）※ゲスト
- 『UZR まったり会』祝2022年新年会＆5周年記念まったり会（2022年3月19日、アース・シー・スカイスタジオ）※ゲスト
- 『UZR まったり会』〜あの夏を、群青をもう一度〜（2022年7月31日、ハルスタジオ）※ゲスト
- レノフェス（2022年9月14日、水道橋Words）※ゲスト
- public history the LIVE vol.1（2022年11月12日、THE GLEE）
- 『Kʼs Party 1st』〜Merry Christmas!〜（2022年12月17日、歌舞伎町Sparkle）※ゲスト
- public history the LIVE vol.2 Christmas LIVE（2022年12月16日、Live&Bar TAKE FIVE OSAKA / 2022年12月25日、Suidobashi Words）
- 『UZR まったり会』幾星霜、響く鐘アフターイベント＆年末大忘年会2022~（2022年12月29日・30日、バルスタジオ）※ゲスト・30日のみ出演
- 『なおりくの遊び場　vol.2』 〜遊び場、今回は新年会〜（2023年1月7日・8日、バルスタジオ）※ゲスト・7日のみ出演
- public history the LIVE vol.3 〜新年初歌い〜（2023年1月23日、水道橋Words）
- 『天竺生地』vol.2（2023年1月28日・29日、バルスタジオ）※29日のみ出演
- 『Kʼs Party 2nd』 ~あわてんぼうの Happy White Day!!~（2023年3月5日、歌舞伎町 Sparkle）※ゲスト
- 『松波eeting』vol.1 -32nd Birthday-（2023年4月2日、コフレリオ新宿シアター）
- 『天竺生地』vol.4（2023年5月13日・14日、バルスタジオ）※13日のみ出演
- 森下仁丹プレゼンツ第三水曜即興舞台2023「こんなはずじゃなかった。」～開幕戦～（2023年5月17日、新宿バティオス）

- public history the LIVE vol.4 〜THE 1ST〜 レコ発Live（2023年5月19日、THE GLEE 神楽坂）
- 『なおりくの遊び場 vol.3』〜遊び場、4周年〜（2023年5月20日・21日、バルスタジオ）※21日のみ出演
- 映画『岡野教授の高校協奏譚』完成披露試写会（2023年6月17日、浅草 雷5656会館）
- public history the LIVE vol.5（2023年6月19日、神楽坂THE GLEE）
- 『K’s Party 3rd』~夏 Fes!!~（2023年7月22日、歌舞伎町 Sparkle）
- 2.5次元ダンスライブ「VAZZROCK STAGE」Episode2『ペトリコール・ノスタルジー』発売記念イベント（2023年7月29日・30日）
- public history the LIVE vol.5（2023年8月8日、神楽坂THE GLEE）
- 『松波eeting』vol.2（2023年8月20日、コフレリオ新宿シアター）
- 『なおりくの遊び場　vol.5』 〜「声。」本公演後の、遊び場〜（2023年9月2日・3日）※2日のみ出演
- public history the LIVE vol.7（2023年9月18日、THE GLEE 神楽坂）
- 『Another one』vol.13（2023年9月24日、ブルースクエア四谷）
- 『天竺生地 vol.6』（2023年9月27日 - 10月1日、ブルースクエア四谷）※29日のみ出演
- AMENOイベント『俺が初めてスパイだと疑われた日』Ep.01（2023年9月30日、代々木ミューズホール）
- 『K’s Party 4th』~Halloween Fes!!~（2023年10月14日、歌舞伎町 Sparkle）
- AMENOイベント『俺が初めてスパイだと疑われた日』Ep.02（2023年10月21日、高円寺Studio K）
- 川井雅弘 29th Birthday Party（2023年10月28日）※ゲスト
- public history the LIVE vol.8（2023年10月30日、THE GLEE 神楽坂）
- public history the LIVE vol.9（2023年11月29日、THE GLEE 神楽坂）
- AMENOイベント『俺が初めてスパイだと疑われた日』Ep.03（2023年12月23日 - 24日、space EDGE）
- public history the LIVE vol.10 ~CHRISTMAS LIVE~（2023年12月25日、THE GLEE 神楽坂）
- おーかみぱーく（2024年1月13日、ステージカフェ下北沢亭）
- public history the LIVE vol.11（2024年1月22日、THE GLEE 神楽坂）
- ボードゲームシアター（2024年1月27日、代々木ミューズホール）
- 『天竺生地 vol.8』（2024年2月17日 - 18日、池袋西口GEKIBA）※17日のみ出演
- AMENOイベント『俺が初めてスパイだと疑われた日』Ep.04（2024年3月2日、日本橋PACMAN）
- 志立彩色学園アイドル科 後夜祭（2024年3月3日、バルスタジオ）
- public history the LIVE vol.12（2024年3月11日、THE GLEE 神楽坂）
- 『松波eeting』vol.3 ~ 33rd Birthday ~（2024年4月27日、日本橋PACMAN）

### その他
- Yuki Matsunami×CROWNCROWN（コラボネックレス）
- フォトブック『Wizards Witchery3』
- 写真集『TIMEs』